# Фолл-Ривер (Канзас)
Фолл-Ривер (англ. Fall River) — місто (англ. city) в США, в окрузі Грінвуд штату Канзас. Населення — 131 особа (2020).

## Географія
Фолл-Ривер розташований за координатами 37°36′28″ пн. ш. 96°1′43″ зх. д. / 37.60778° пн. ш. 96.02861° зх. д. (37.607774, -96.028494).  За даними Бюро перепису населення США в 2010 році місто мало площу 0,56 км², уся площа — суходіл.

## Демографія
Згідно з переписом 2010 року, у місті мешкали 162 особи в 80 домогосподарствах у складі 43 родин. Густота населення становила 288 осіб/км².  Було 110 помешкань (196/км²).
Расовий склад населення:
| - 95,1 % — білих - 1,2 % — корінних американців - 0,6 % — азіатів |

До двох чи більше рас належало 3,1 %. Частка іспаномовних становила 6,8 % від усіх жителів.
За віковим діапазоном населення розподілялося таким чином: 16,0 % — особи молодші 18 років, 55,0 % — особи у віці 18—64 років, 29,0 % — особи у віці 65 років та старші. Медіана віку мешканця становила 47,5 року. На 100 осіб жіночої статі у місті припадало 97,6 чоловіків;  на 100 жінок у віці від 18 років та старших — 83,8 чоловіків також старших 18 років.
Середній дохід на одне домашнє господарство  становив 48 339 доларів США (медіана — 45 714), а середній дохід на одну сім'ю — 53 044 долари (медіана — 47 321). За межею бідності перебувало 5,0 % осіб, у тому числі 0,0 % дітей у віці до 18 років та 6,7 % осіб у віці 65 років та старших.
Цивільне працевлаштоване населення становило 86 осіб. Основні галузі зайнятості: виробництво — 26,7 %, науковці, спеціалісти, менеджери — 12,8 %, будівництво — 10,5 %, освіта, охорона здоров'я та соціальна допомога — 9,3 %.